# Myrmecophilus cottami
Myrmecophilus cottami is een rechtvleugelig insect uit de familie mierenkrekels (Myrmecophilidae). De wetenschappelijke naam van deze soort is voor het eerst geldig gepubliceerd in 1922 door Chopard.